# Гельге Аулеб
Гельге Артур Аулеб (нім. Helge Arthur Auleb; 24 березня 1887, Герен — 14 квітня 1964, Дюссельдорф) — німецький воєначальник, генерал піхоти вермахту. Кавалер Німецького хреста в золоті.

## Біографія
В 1907 році вступив в Імперську армію. Учасник Першої світової війни. Після демобілізації армії залишений в рейхсвері. З 26 серпня 1939 року — головний інтендант 5-ї, потім 2-ї армії, з 1 листопада 1939 року — групи армій «A». З 25 липня по 4 вересня 1940 року — командир 72-ї, з 19 вересня 1940 року — 290-ї, з 14 жовтня 1940 року — 6-ї піхотної дивізії, з 21 січня 1942 року — групи «Аулеб», з 1 лютого 1943 року — ділянки оборони «Аулеб», з 26 липня по 15 серпня 1943 року — 49-го гірського корпусу, з вересня 1943 року — частинами безпеки і тилом прифронтового району «А», з 24 червня 1944 року — 69-го армійського корпусу. 8 травня 1945 року взятий в полон британськими військами, потім переданий американцям. Виступав свідком на Нюрнберзькому процесі. 30 вересня 1947 року звільнений.

## Нагороди
- Залізний хрест 2-го і 1-го класу
- Медаль «За відвагу» (Гессен)
- Почесний хрест (Шварцбург) 3-го класу з мечами
- Хрест «За військові заслуги» (Ліппе)
- Почесний хрест ветерана війни з мечами
- Медаль «За вислугу років у Вермахті» 4-го, 3-го, 2-го і 1-го класу (25 років)
- Застібка до Залізного хреста 2-го і 1-го класу
- Німецький хрест в золоті (26 грудня 1941)